# (6940) 1972 HL1
(6940) 1972 HL1 (1972 HL1, 1972 JF1, 1990 RR8) — астероїд головного поясу.
Тіссеранів параметр щодо Юпітера — 3.592.